# Rostrophiloscia dominicana
Rostrophiloscia dominicana är en kräftdjursart som beskrevs av Arcangeli1932. Rostrophiloscia dominicana ingår i släktet Rostrophiloscia och familjen Philosciidae. Inga underarter finns listade i Catalogue of Life.